# Habropoda pelmata
Habropoda pelmata är en biart som beskrevs av Maurits Anne Lieftinck 1974. Habropoda pelmata ingår i släktet Habropoda och familjen långtungebin. Inga underarter finns listade i Catalogue of Life.